# Фульк Бертран
Фульк Бертран (фр. Foulques Bertrand; бл. 1014 — 27 квітня 1051) — граф Провансу в 1018—1051 роках, маркіз Провансу в 1037—1051 роках. Відомий також як Бертран I Прованський.

## Життєпис
Походив з династії Бозонідів (Прованського дому), з молодшої гілки. Другий син Вільгельма II, графа Прованського, та Герберги Бургундської. Народився близько 1014 року. 1018 року він згаданий разом з братами, матір'ю і бабцею-графинею Аделаїдою Анжуйською в акті про дарування абатству Сен-Віктор в Марселі.
У 1018 році після смерті батька разом з братами Вільгельмом і Жоффруа успадкував його володіння. Через малий вік регентство здійснювали їх мати та бабця. Вони організували 1020 року придушення спротиву Понса де Фоса і захоплення замку Фос-сюр-Мер. Але родина де Фос 1021 року знову повстала, внаслідок чого Аделаїда Анжуйська запросила на допомогу Вільгельма III, графа Тулузи, який до 1023 року приборкав бунтівних васалів Провансу, разом з тим зміцнив свій вплив в цьому графстві. Невдовзі його син Бертран отримав графство Форкальк'є.
Близько 1030 року панував у Провансі лише з братом Жоффруа I, інший брат Вільгельм IV помер до того. 1030 року знову повстали сеньйори Фос, яких підтримав сеньйор Гуго I де Бо. 1031 року виступив проти Фулько, віконта Марселю, який можливо підтримав заколотників. Було знищено фортецю Тулон.
1032 року Фульк-Бертран здолав повсталих в битві біля озера Етан-де-Берр. Але цього ж року помирає Рудольф III, король Бургундії. Свої права на королівство висунув Конрад II, імператор Священної Римської імперії. Граф Провансу скористався боротьбою за Бургундію між Конрадом II і Едом II де Блуа, здобувши фактичну незалежність свого графства. Разом з тим розпочав політику наділення алодами своїх васалів, що призвело до послаблення графської влади.
1037 року після смерті представника Старших Бозонідів — Вільгельма III — отримав Прованський маркізат. Того ж року зробив пожертву Клюнійському абатству, а 1040 року — абатству Сен-Віктор в Марселі. Був прихильником клюнійської реформи. 1044 року остаточно повернув під владу графство Форкальк'є. Заснував монастир Св. Промасія біля Форкальк'є. Помер 1051 року.

## Родина
Дружина — Гільдегарда (Герберга), донька Вільгельма III, графа Тулузького
Діти:
- Вільгельм (д/н—1063/1067) — граф Прованський
- Жоффруа (д/н—1065) — граф Прованський
- Гілберга — дружина Бертрана-Рембо, сеньйора Оранжа і Ніцци